# Tatort: Zeitzünder
Zeitzünder ist ein Fernsehfilm aus der Kriminalreihe Tatort der ARD und des ORF. Der Film wurde vom Norddeutschen Rundfunk produziert und am 4. August 1990 erstmals ausgestrahlt. Es handelt sich um die Tatort-Folge 233. Für den Kriminalhauptkommissar Paul Stoever (Manfred Krug) ist es der 13. und für seinen Kollegen Peter Brockmöller (Charles Brauer) der 10. Fall, in dem sie ermitteln.

## Handlung
Karl Wollek bemüht sich vergeblich, einen ordentlichen Job zu finden, denn bei seinem Vorstrafenregister ist das nicht so einfach. So lässt er sich auf eine illegale Tour mit seinem Kumpel Horst Kehrmann ein. Als sie eine LKW-Ladung im Hamburger Hafen abliefern wollen, werden sie von einer Verbrecherbande abgefangen. Bei dem Versuch, diese abzuschütteln, wird der LKW beschossen. Dabei wird Kehrmann tödlich getroffen, Wollek kann leicht verletzt entkommen.
Noch in der Nacht wird der Tote gefunden und die Kommissare Stoever und Brockmöller zum Tatort gerufen. In dem gestohlenen LKW finden sich zahlreiche Fingerabdrücke, sodass die Ermittler schnell auf Wolleks Spur kommen. Der versucht bei seinem Bewährungshelfer, Heinz Maurer, Hilfe zu erhalten. Er trifft sich mit ihm und Maurer drängt Wollek, sich zu stellen, was dieser jedoch strikt ablehnt.
Brockmöller findet heraus, dass die Schießerei im Freihafen möglicherweise nur ein Ablenkungsmanöver war. Offensichtlich ist eine Verbrecherbande dabei, elektronische Impulsgeber aus Deutschland zu schmuggeln, mit denen man sogar eine Atombombe zünden könnte. Das BKA ist schon seit einiger Zeit den Hintermännern auf den Fersen. Insbesondere die Rechtsanwältin Almut Bashani steht im Visier des BKA, eine groß angelegte Hausdurchsuchung brachte nicht den erhofften Erfolg, denn jegliche Ware wurde vorsorglich beiseite geschafft.
Als bei Maurer ein Herr Liebscher auftaucht und darauf drängt, dass er ihm den Aufenthaltsort von Wollek nennen solle, gerät der Bewährungshelfer in große Gefahr. Um seinen Forderungen Nachdruck zu verleihen, inszeniert Liebscher einen Verkehrsunfall, bei dem Maurer zum Glück nicht verletzt wird. Dieser vertraut sich daraufhin der Polizei an und Stoever stellt Meier 2 zu seinem Schutz ab. Kurz darauf erfolgt ein zweiter Anschlag, bei dem Maurers Hund getötet wird, woraufhin er an der Wirksamkeit des Personenschutzes zweifelt. Er trifft sich deshalb mit Liebscher und erklärt ihm, dass er Wollek ins Ausland bringen wolle, damit die Polizei ihn nicht bekomme.
Da die Ermittler nicht so recht wissen, wo sie ansetzen sollen, erkundigt sich Brockmöller im Hafen, wann die nächste Möglichkeit wäre, Ware in den Nahen Osten zu verschiffen. Er hält es für möglich, dass noch nicht alle Teile außer Landes sind und die Waffenhändler dort gefasst werden könnten. Sehr wahrscheinlich ist aber die komplette Lieferung schon auf dem Weg ins Ausland. Stoever recherchiert über die Anwältin Bashani, die als erfolgreiche Strafverteidigerin gilt. Somit dürften ihr einige hochkarätige Kriminelle zu Dank verpflichtet sein, nachdem Bashani sie vor einer Gefängnisstrafe bewahrt hat. Unter diesen hofft Stoever die Täter des Anschlages auf den LKW zu finden, der seiner Vermutung nach nur das Ziel hatte, die beiden Kleinkriminellen als Mitwisser auszuschalten. Er zeigt Maurer Fotos der Kandidaten in der Hoffnung, dass er Liebscher darauf erkennt. Der Bewährungshelfer informiert bei der Gelegenheit Stoever, dass er sich mit Wollek treffen wollte, dieser aber von den Gangstern entdeckt und beschossen wurde. Wollek sei daraufhin ins Hafenbecken gestürzt. Stoever glaubt ihm das jedoch nicht, da er schon lange das Gefühl hat, dass er seinen Schützling vor der Polizei abschirmt. Auf den ihm gezeigten Fotos hat er angeblich niemanden erkannt.
Liebschers Leute sind krampfhaft auf der Suche nach Wollek; der wurde inzwischen ins Krankenhaus gebracht, da sich seine Schusswunde entzündet und sich sein Gesundheitszustand sehr verschlechtert hat. Er wird im Krankenhaus stationär aufgenommen und ärztlich versorgt. Zu seinem Schutz wird sein Zimmer unter Bewachung gestellt und Stoever zeigt ihm die Fotos aus der Verbrecherkartei. Wollek identifiziert Liebscher, der der Polizei als Schuhrig bekannt ist. Er wird vorgeladen und verhört. Dabei gesteht er lediglich, dass er nur die LKW-Tour für Bashani organisiert habe. 
Bashani wird verhört und sie bestätigt die Vermutung der Ermittler. Sie hat, um ihren Vater aus der islamistischen Gefangenschaft zu befreien, die elektronischen Impulsgeber beschafft und außer Landes bringen lassen. Die LKW-Tour von Kehrmann und Wollek war nur ein Ablenkungsmanöver, um die Präzisionszünder ungehindert ausliefern zu können. Dass dabei Menschenleben in Gefahr waren, habe sie weder geahnt noch gewollt. Sie sei nur die Vermittlerin gewesen, die Einzelheiten der Vertragsabwicklung hätten die islamistischen Empfänger übernommen.
Bei Maurer erscheint einer der Killer des Anschlags auf den LKW, der um jeden Preis seinen Auftrag erfüllen und auch Maurer als Zeugen ausschalten will. Da aber immer noch der Personenschutz aktiv ist, greift Meier 2 rechtzeitig ein und schießt auf den Eindringling, der dabei tödlich getroffen wird.

## Hintergrund
Den Titelsong singt Keith Merman.
Seine Erstausstrahlung hatte Zeitzünder am 4. August 1990. Die Einschaltquote betrug 8,77 Millionen Zuschauer.
Die von Diether Krebs dargestellte Person wird im Abspann Wollek geschrieben, auf dem Steckbrief jedoch, den man im Film sieht, Wolleck.

## Kritik
Die Kritiker der Fernsehzeitschrift TV Spielfilm meinen: „Packende Milieuskizzen, starkes Team.“